# Arenado
El arenado, granallado o chorreado abrasivo es la operación de propulsar a alta presión un fluido, que puede ser agua o aire, o una fuerza centrífuga con fuerza abrasiva, contra una superficie para alisarla o eliminar materiales contaminantes.
El primer proceso de limpieza con chorro abrasivo fue patentado por Benjamin Chew Tilghman en 18 de octubre de 1870.

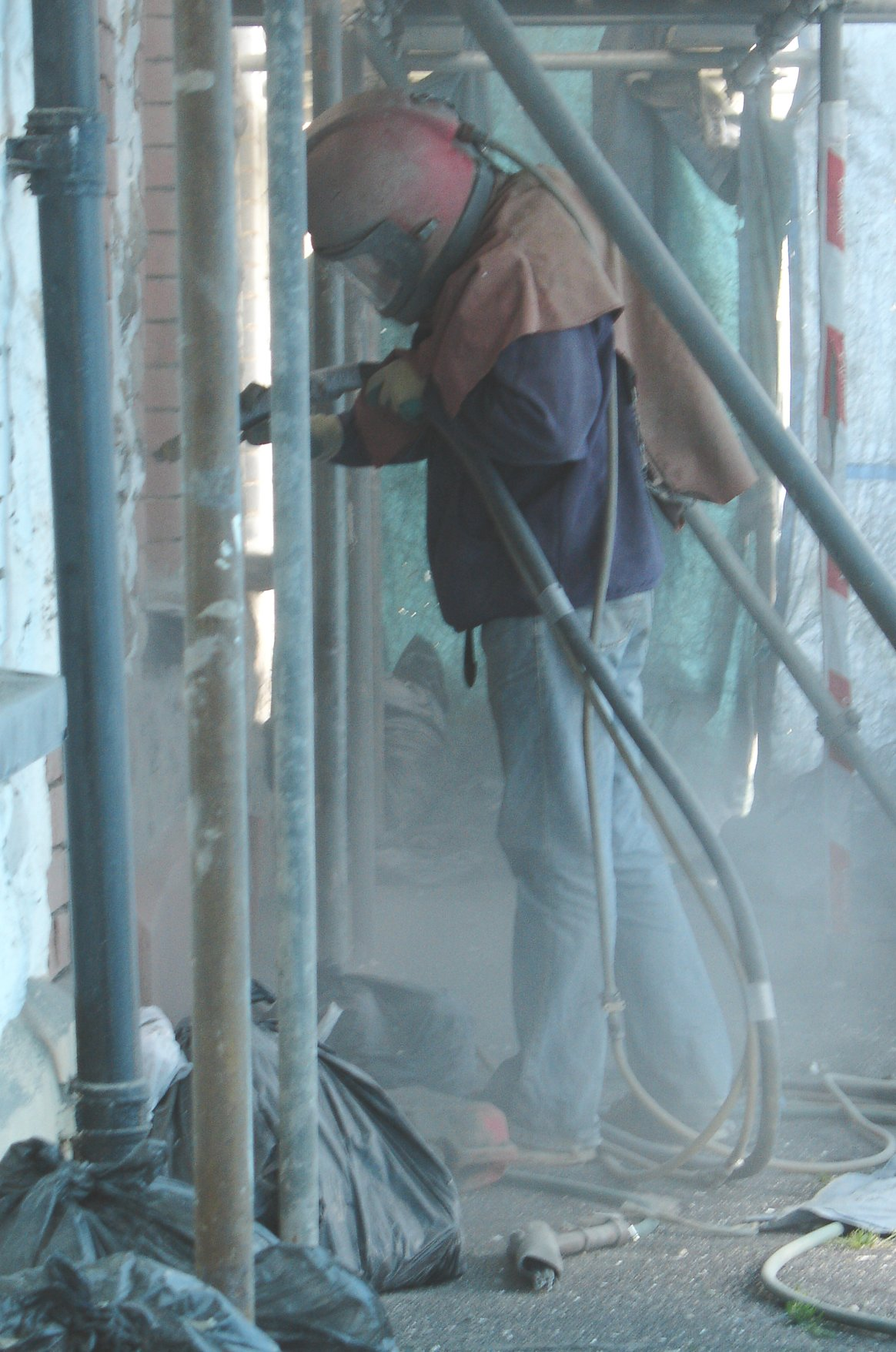
Arenado de un muro de roca

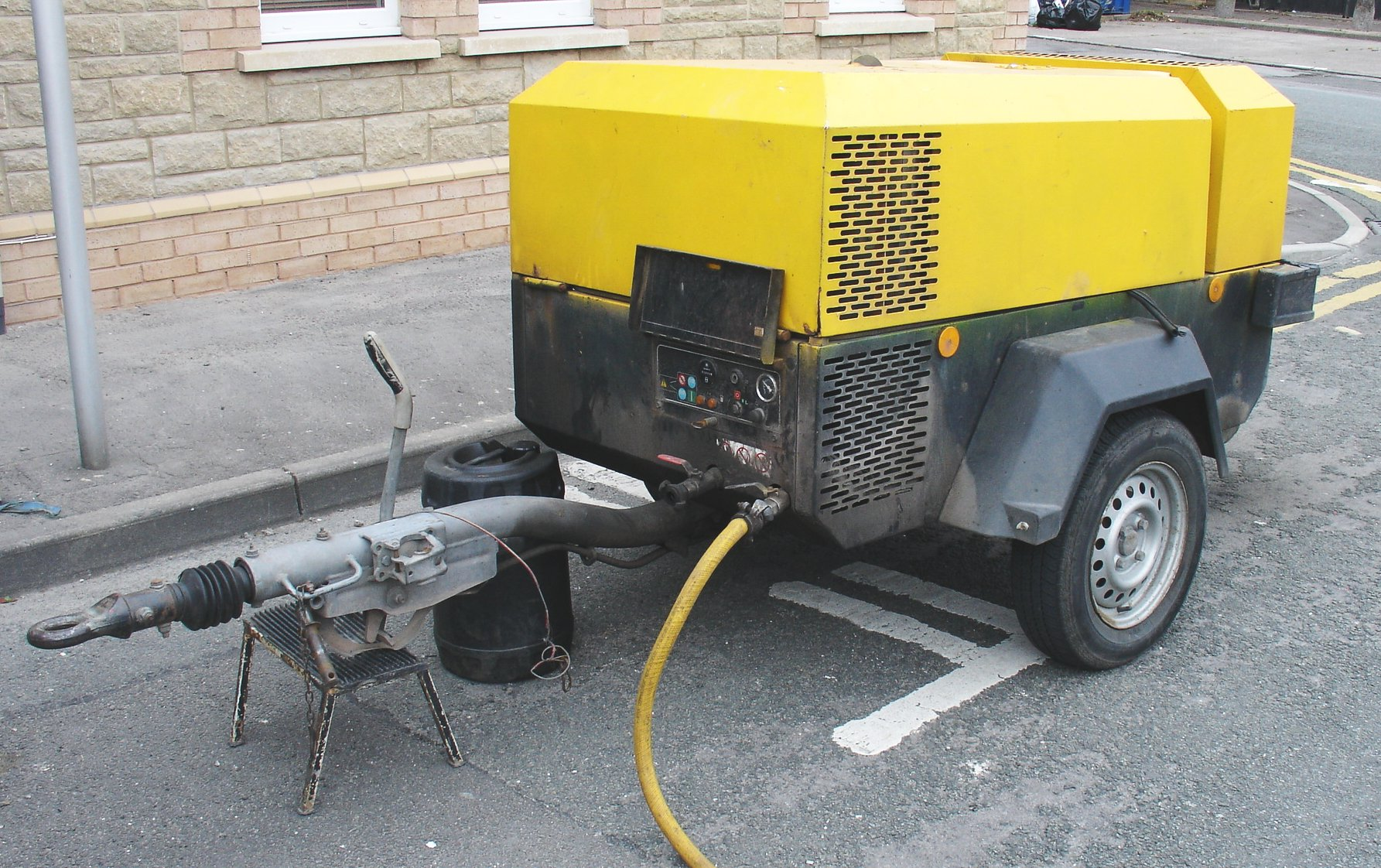
Compresor a diésel utilizado como suministro de aire para un compresor de arenado

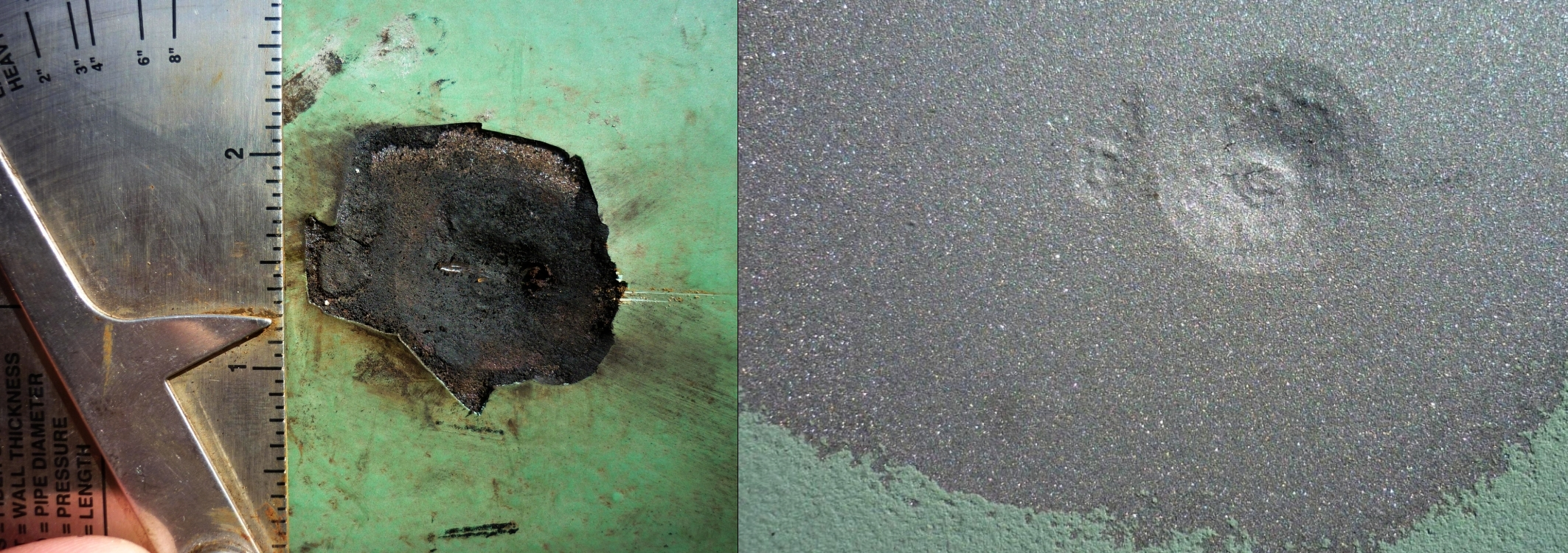
Una picadura por corrosión en la pared externa de una tubería de transporte en un defecto de recubrimiento antes y después de un arenado abrasivo

Hay varias variantes del procedimiento, como pueden ser granallado, arenado, sandblasting, voladura, disparo o vidrio.

## Tipos

### Chorro húmedo abrasivo
Las características comunes incluyen la habilidad de usar medios extremadamente finos o gruesos con densidades del rango de plásticos a acero, la habilidad de usar agua caliente y jabón para permitir simultáneamente el chorreado y el desengrasado, y puede ser usado sin preocuparse de la eliminación del polvo del silicato, material peligroso o desechos pueden ser removidos sin peligro; por ejemplo remoción de asbestos, radiactivos, u otros componentes venenosos y estructuras llevadas para una efectiva descontaminación.
El proceso está disponible en todas las formas incluyendo gabinetes de manos, botas para caminar, maquinaria robótica para producción de unidades portátiles de chorreado.
La velocidad de proceso puede ser tan rápido como el chorreado convencional seco, cuando se utiliza un material equivalente. De cualquier manera la presencia de agua entre el material y el sustrato a ser procesado crea un colchón lubricante que puede proteger tanto el medio como la superficie de daño excesivo. Esta es una ventaja dual disminuyendo el promedio de daño de ruptura y previniendo la impregnación de material extraño en la superficie. De esto se debe que las superficies que son chorreadas en húmedo son extremadamente limpias y no hay contaminación secundaria del medio o del proceso previo de chorreado, y no hay carga estática del polvo en la superficie chorreada. Subsecuentes operaciones de recubrimiento o fondeado son siempre mejores después del chorreado húmedo que del seco, por el nivel de limpieza alcanzado. La ausencia de recontaminación de la superficie también permite usar un solo equipo para varias operaciones de chorreado, por ejemplo acero inoxidable y acero al carbono pueden ser procesados en el mismo equipo usando el mismo material de chorreado sin problemas.

### Chorreado con vidrio
Chorreado con vidrio, (Bead blasting), es el proceso de quitar los depósitos en la superficie usando partículas finas de vidrio a alta presión sin dañar la superficie. Es utilizada para limpiar depósitos de calcio de las baldosas / azulejos de piscinas o cualquier otra superficie, y remueve los hongos y pule, "recuperando los colores". También es usado en los talleres de pintado de carros, para quitar la pintura vieja.

### Chorreado de rueda
En el chorreado por rueda, se utiliza la fuerza centrífuga de una rueda para impulsar el medio abrasivo contra el objeto. Típicamente está catalogado como operación de chorreado sin aire, porque no se usa un medio impulsor (gas o líquido). Una máquina de chorreado a rueda es de alta potencia, alta eficiencia, con un abrasivo reciclable (típicamente acero o inoxidable, alambre de corte, arena, o granos de tamaño similar). Las ruedas de chorreado especializadas disparan plásticos abrasivos en una cámara criogénica, y son usualmente utilizados para separar los componentes de plástico y hule. El tamaño de la máquina de chorreado, el número y la potencia de la rueda varía considerablemente dependiendo de las partes a ser chorreadas así como del resultado esperado y la eficiencia. La primera rueda de chorreado fue patentada por Wheelabrator en 1932.

### Hidrochorreado
El hidrochorreado, comúnmente conocido como chorreado con agua, es comúnmente utilizado porque usualmente solo requiere un operador. En el hidrochorreado, es un chorro de agua a alta presión que es utilizado para quitar pintura vieja, químicos, o depósitos sin dañar la superficie original. Este método es ideal para limpieza de superficies interna y externas porque el operador generalmente es capaz de enviar el chorro de agua en lugares que son difíciles de alcanzar con otros métodos. Otro beneficio del hidrochorreado en la habilidad para recapturar y reutilizar el agua, reduciendo el consumo de esta y mitigando el impacto ambiental.

### Granallado
El granallado es el método que se utiliza para limpiar, fortalecer y/o pulir el metal. Este método se utiliza en prácticamente todas las industrias de metales como: la aeronáutica, la del automóvil, la de la construcción, la de fundición, la naval y la del ferrocarril. Se distinguen dos tecnologías:

#### Granallado por turbina
Convierte la energía de un motor eléctrico en energía abrasiva cinética, utilizando para ello la rotación de una turbina.Se utiliza principalmente para superficies de metal, mármol y madera.

#### Chorreado por aire
En este método el abrasivo se acelera de forma neumática mediante aire comprimido y se proyecta a través de boquillas sobre el componente.

## Usos
En líneas generales, es utilizado para:
- Limpieza de piezas de fundición ferrosas y no ferrosas, piezas forjadas, etc.
- Decapado mecánico de alambres, barras, chapas, etc.
- Shot Peening (aumenta la resistencia a la fatiga de resortes, elásticos, engranajes, etc.),
- Limpieza y preparación de superficies donde serán aplicados revestimientos posteriores anticorrosivos (pintura, cauchos, recubrimientos electrolíticos o mecánicos, etc.
- En las baldosas, el granallado permite lograr distintas superficies.
- También aplicado en resortes.
- Desgomado y limpieza de las pistas de aterrizaje.
- Mejora del coeficiente de rozamiento transversal (CRT) en carreteras, autovías y autopistas.